# Quận Rush, Kansas
Quận Rush là một quận thuộc tiểu bang Kansas, Hoa Kỳ. Theo điều tra dân số năm 2000 của Cục điều tra dân số Hoa Kỳ, quận có dân số 3551 người. Quận lỵ là La Crosse.

## Các vùng dân cư

### Đã hợp nhất
- La Crosse, 1,329 (quận lỵ)
- Otis, 323
- Bison, 225
- McCracken, 205
- Rush Center, 176
- Liebenthal, 110
- Timken, 82
- Alexander, 72

### Chưa hợp nhất
- Nekoma